# Josip Zovko
Josip Zovko (Split, 1970. június 4. – Grudsko Vrilo, Bosznia és Hercegovina, 2019. április 3.) horvát mozi-, televízió- és színházi színész-rendező.
Berinovacból származik, a Lokvičići közösségből az Imotski Krajinában.
Számos szerepet játszott a Horvát Nemzeti Színházban, Splitben.
Autóbalesetben hunyt el Grudsko Vrilában.

## Filmjei
Mozifilmek
- "Mali libar Marka Uvodića Splićanina" (1997)
- "Da mi je biti morski pas" (1999)
- "Ante se vraća kući" (2001)
- "Holding" (2001)
- "Nincs örökség balhé nélkül (Posljednja volja)" (2001)
- "Bocs a Kung Fu-ért (Oprosti za kung fu)" (2004)
- "Vjerujem u anđele" (2009)
- "Bella Biondina" (2011)

Tv-filmek
- "Ante se vraca kuci" (2001)
- "Trešeta" (2006)
- "Najveća pogreška Alberta Einsteina" (2006)

Tv-sorozatok
- "Naši i vaši" (2001–2002, hét epizódban)
- "Bitange i princeze" (2008, egy epizódban)